# Den Skandinaviske Bryggerhøjskole
Den Skandinaviske Bryggerhøjskole (englisch Scandinavian School of Brewing) ist die gemeinsame skandinavische Brauerhochschule im Stadtteil Valby der dänischen Hauptstadt Kopenhagen.

## Geschichte
Die skandinavische Brauerschule wurde 1925 von den Brauereienverbänden der skandinavischen Staaten Dänemark, Norwegen, Schweden und Finnland gegründet. Ursprünglich gab es nur eine Ausbildung von Braumeistern, die wie in Deutschland gleichzeitig auch zum Malzmeister ausgebildet wurden. Seit Anfang des 21. Jahrhunderts gibt es zusätzlich eine Qualifizierungsmöglichkeit zum Dipolm-Brauer speziell für die vielen neuentstandenen Mikrobrauereien. Außerdem gibt es ein breites Angebot von Kursen für kleine und große Brauereien im In- und Ausland sowie an Privatpersonen, die interessiert sind an Bierbrauen und -wissen sowie an den Zusammenhängen zwischen Bier- und Gastrokultur.
Für die Ausbildung und Forschung wird vorrangig die Bibliothek des Carlsberg-Laboratoriums genutzt. Seit Ende des 20. Jahrhunderts findet der Unterricht nur noch auf Englisch statt, weil ein Großteil der Studierenden von der ganzen Welt kommt.